# Caccia al maschio
Caccia al maschio (La chasse à l'homme) è un film del 1964 diretto da Édouard Molinaro.

## Trama
È il giorno in cui Antoine, un pubblicitario parigino, sposerà l'adorabile Gisèle e il suo testimone di nozze Julien, un uomo divorziato, cerca di dissuaderlo con i racconti dei momenti difficili che ha avuto dalle donne, che si concludono con l'intrappolamento della sua splendida segretaria Denise. Entrando in un bistrot per un drink veloce prima di andare al matrimonio, il proprietario Fernand, un ex-protettore, racconta ai due delle sue imprese che si sono concluse con il matrimonio con la bella ma invadente Sophie. Antoine decide di scappare, prendendo uno dei biglietti per la luna di miele in Grecia e regalando l'altro a Fernand. A bordo della nave, si innamora della deliziosa Sandra, una cacciatrice di uomini professionista, che lo ripulisce dai suoi soldi ma alla fine accetta di sposarlo. Fernand invece torna con una vecchia milionaria, ex proprietaria di un bordello, che guida una Rolls-Royce. Al matrimonio di Antoine e Sandra, Julien si innamora di una dolce mora.

## Produzione
Le riprese sono state effettuate tra Francia (Parigi, Marnes-la-Coquette) e Grecia (Atene, Lindo sull'isola di Rodi).

## Critica
(Aggeo Savioli)
(Leo Pestelli)